# Windows Live Profile
 (septembre 2020).
Si vous disposez d'ouvrages ou d'articles de référence ou si vous connaissez des sites web de qualité traitant du thème abordé ici, merci de compléter l'article en donnant les références utiles à sa vérifiabilité et en les liant à la section « Notes et références ».
Windows Live Profile est une page Internet créée pour aider les utilisateurs de Windows Live à gérer les informations émises sur leur profil. Ce profil expose généralement les informations personnelles de l'utilisateur, ses activités récentes et son statut relationnel avec les autres utilisateurs sur Windows Live. Le profil est associé à un identifiant Windows Live. Il possède également la capacité de se connecter à d'autres réseaux sociaux comme Facebook, MySpace et LinkedIn.
Windows Live Profile a été mis à jour sous sa forme « Wave 4 » le 7 juin 2010.